# Szpital wariatów dr. Belhomme'a
Szpital wariatów dr. Belhomme'a – instytucja opiekuńcza działająca we Francji w okresie Wielkiej Rewolucji. Formalnie było to prywatny dom opieki dla chorych psychicznie. W okresie Wielkiego Terroru umieszczenie w zakładzie stanowiło bezpieczny azyl dla arystokratów zagrożonych śmiercią na gilotynie z racji urodzenia.
Zakład został założony przez stolarza Jacques'a Belhomme'a, który na ten cel wynajął hotel położony naprzeciwko swojego warsztatu stolarskiego i zaczął występować jako „doktor”. Miesięczna opłata za pobyt była bardzo wysoka i wynosiła 2000 liwrów, podczas gdy wynajem luksusowego mieszkania w Paryżu w tym okresie wynosił 200 liwrów. Większość pensjonariuszy stanowiły więc osoby z kręgów najwyższej arystokracji, które w ten sposób chronili się przed Trybunałem Rewolucyjnym i gilotyną.
Odmowa zapłaty przez pensjonariusza (np. na skutek wyczerpania jego funduszów) lub próby renegocjacji opłaty skutkowały usunięciem z zakładu, co pociągało za sobą szybkie aresztowanie. Szpital stał się w krótkim czasie źródłem wielkich dochodów dla właściciela i skorumpowanych urzędników, którzy z nim współpracowali. Warunki pobytu były bardzo złe, ponad dwieście osób wegetowało w ciasnocie i prymitywnych warunkach, przy ograniczonych posiłkach.
Po upadku Robespierre'a zakład opustoszał. Jacques Belhomme został aresztowany i skazany na 4 lata ciężkich robót, jednak dzięki znajomościom po kilku miesiącach wyszedł na wolność.